# Den belgiske tronfølge
Den belgiske tronfølge blev kognatisk i 1991. Dette indebærer, at mænd og kvinder har lige adgang til at arve tronen. Dog har ældre søskende arveret forud for yngre søskende.

## Den nuværende arvefølge i Belgien
Konge fra 2013: Philippe af Belgien (født 1960)
1. Prinsesse Elisabeth af Belgien (kong Philippes datter) (født 25. oktober 2001)
2. Prins Gabriel af Belgien (Philippes søn) (født 20. august 2003)
3. Prins Emmanuel af Belgien (Philippes søn) (født 4. oktober 2005)
4. Prinsesse Eléonore af Belgien (Philippes datter) (født 16. april 2008)
5. Prinsesse Astrid af Belgien (kong Philippes søster) (født 5. juni 1962)
6. Amedeo af Østrig-Este (Prinsesse Astrids søn) (født 21. februar 1986)
7. ærkehertuginde Anna Astrid af Østrig-Este (Prins Amedeos datter) (født 17. maj 2016)
8. ærkehertug Maximilian af Østrig-Este (Prins Amedeos søn) (født 6. september 2019)
9. ærkehertuginde Alix af Østrig-Este (Prins Amedeos datter) (født 2. september 2023)
10. Maria Laura af Østrig-Este (Prinsesse Astrids datter) (født 26. august 1988)
11. Albert Isvy (Prinsesse Maria Laura søn) (født 26. januar 2025)
12. Joachim af Østrig-Este (Prinsesse Astrids søn) (født 9. december 1991)
13. Luisa Maria af Østrig-Este (Prinsesse Astrids datter) (født 11. oktober 1995)
14. Laetitia Maria af Østrig-Este (Prinsesse Astrids datter) (født 23. april 2003)
15. Prins Laurent af Belgien (kong Philippes bror) (født 19. oktober 1963)
16. Louise af Belgien (Prins Laurents datter) (født 6. februar 2004)
17. Nicolas af Belgien (Prins Laurents søn) (født 13. december 2005)
18. Aymeric af Belgien (Prins Laurents søn) (født 13. december 2005)